# World Driving Championship
World Driving Championship, på svenska ibland kallat Kusk-VM, är ett mästerskap inom travsport där tolv kuskchampions från olika länder deltar. Varje mästerskap arrangeras av olika länder, och travloppen körs sedan på flera travbanor i landet. World Driving Championship har körts sedan 1970, och vartannat år sedan 1979, för att inte krocka med Europeiskt mästerskap för kuskar. Sverige har arrangerat mästerskapet tre gånger, 1987, 2001 och 2019.
2023 blev den belgiska kusken Hanna Huygens historisk, då hon som första kvinnliga kusk vann ett lopp i mästerskapet.

## Upplägg och genomförande
Tolv kuskar från elva länder tävlar i totalt 24 travlopp. Titelförsvarande kusk representerar International Trotting Association.
Hästarna som körs delas in i två grupper, A och B. Grupp A består av hästar som anses vara bättre, och grupp B består av hästar av lägre kaliber. Varje kusk kommer att köra lika många hästar från båda grupperna.

### Poängräkning
Poängen för mästerskapet delas ut efter målgång i varje lopp. Den kusk som sedan fått flest poäng i mästerskapet vinner.
| Plac. | 1  | 2  | 3  | 4 | 5 | 6 | 7 | 8 | 9 | 10 | 11 | 12 |
| Poäng | 19 | 14 | 11 | 9 | 8 | 7 | 6 | 5 | 4 | 3  | 2  | 1  |

## Segrare
| År   | Värdland                                              | Segrare                                               | Nationalitet                                          | Tvåa                                                  | Trea                                                  | Svensk representant                                   |
| ---- | ----------------------------------------------------- | ----------------------------------------------------- | ----------------------------------------------------- | ----------------------------------------------------- | ----------------------------------------------------- | ----------------------------------------------------- |
| 2023 | Tyskland Belgien Nederländerna                        |                                                       |                                                       |                                                       |                                                       | Ingen svensk representant                             |
| 2021 | Inställt på grund av den rådande coronaviruspandemin. | Inställt på grund av den rådande coronaviruspandemin. | Inställt på grund av den rådande coronaviruspandemin. | Inställt på grund av den rådande coronaviruspandemin. | Inställt på grund av den rådande coronaviruspandemin. | Inställt på grund av den rådande coronaviruspandemin. |
| 2019 | Sverige                                               | Rick Ebbinge                                          | Nederländerna                                         | Yannick Gingras                                       | Ulf Ohlsson                                           | Ulf Ohlsson (3:a)                                     |
| 2017 | Kanada                                                | James MacDonald                                       | Kanada                                                | Mika Forss                                            | Marcus Miller                                         | Björn Goop (5:a)                                      |
| 2015 | Australien                                            | Dexter Dunn                                           | Nya Zeeland                                           | Tony le Beller                                        | Tim Tetrick                                           | Ingen svensk representant                             |
| 2013 | Frankrike                                             | Pierre Vercruysse                                     | Frankrike                                             | Björn Goop                                            | Eirik Höitomt                                         | Björn Goop (2:a)                                      |
| 2011 | USA                                                   | Jody Jamieson                                         | Kanada                                                | Corey Callahan                                        | Juan Antonio Riera-Rossello                           | Björn Goop (5:a)                                      |
| 2009 | Norge                                                 | Birger Jörgensen                                      | Danmark                                               | Peter Ferguson                                        | Eirik Höitomt                                         | Björn Goop (5:a)                                      |
| 2007 | Australien Nya Zeeland                                | Christophe Martens                                    | Belgien                                               | Colin De Filippi                                      | Björn Goop                                            | Björn Goop (3:a)                                      |
| 2005 | Italien                                               | Roberto Andreghetti                                   | Italien                                               | Erik Adielsson                                        | Heinz Wewering                                        | Erik Adielsson (2:a)                                  |
| 2003 | Kanada                                                | Mark Jones                                            | Nya Zeeland                                           | Erik Adielsson                                        | Jody Jamieson                                         | Erik Adielsson (2:a)                                  |
| 2001 | Sverige Finland                                       | Jody Jamieson                                         | Kanada                                                | Enrico Bellei                                         | Örjan Kihlström                                       | Örjan Kihlström (3:a)                                 |
| 1999 | Australien                                            | Sylvain Filion                                        | Kanada                                                | Jorma Kontio                                          | Lance Justice                                         | Carl-Erik Lindblom (6:a)                              |
| 1997 | Tyskland                                              | Heinz Wewering                                        | Tyskland                                              | Daniel Dube                                           | Joseph Verbeeck                                       | Olle Goop (8:a)                                       |
| 1995 | USA                                                   | Dave Magee                                            | USA                                                   | Hans Petter Tholsen                                   | Juan Antonio Riera-Rossello                           | Ingen svensk representant                             |
| 1993 | Tyskland Belgien Frankrike                            | Heinz Wewering                                        | Tyskland                                              | Ron Pierce                                            | Jorma Kontio                                          | Ingen svensk representant                             |
| 1991 | Australien Nya Zeeland                                | Maurice McKendry                                      | Nya Zeeland                                           | Fred Kersley                                          | Doug Brown                                            | Åke Svanstedt (4:a)                                   |
| 1989 | Kanada                                                | Ron Pierce                                            | USA                                                   | Maurice McKendry                                      | Ted Demmler                                           | Ingen svensk representant                             |
| 1987 | Sverige Finland Danmark Norge                         | Ted Demmler                                           | Australien                                            | Ulf Thoresen                                          | Birger Jörgensen                                      | Jim Frick (4:a)                                       |
| 1985 | Australien Nya Zeeland                                | Tony Herlihy                                          | Nya Zeeland                                           | Robert Cameron                                        | Jean Claude Hallais                                   | Ingen svensk representant                             |
| 1983 | Macao                                                 | Robert Cameron                                        | Nya Zeeland                                           | Du Wayne Guest                                        | Steen Juul                                            | Olle Goop (7:a)                                       |
| 1981 | Finland Norge Västtyskland Italien                    | Ulf Thoresen                                          | Norge                                                 | Carlo Bottoni                                         | Pekka Korpi                                           | Ingen svensk representant                             |
| 1979 | Australien Nya Zeeland                                | Ulf Thoresen                                          | Norge                                                 | Kevin Holmes                                          | Gilles Gendron                                        | Ingen svensk representant                             |
| 1978 | USA Kanada                                            | Kevin Holmes                                          | Nya Zeeland                                           | Pekka Korpi                                           | Hervé Filion                                          | Ingen svensk representant                             |
| 1977 | Västtyskland Norge Frankrike                          | Ulf Thoresen                                          | Norge                                                 | Peter Wolfenden                                       | Dieter Marz                                           | Ingen svensk representant                             |
| 1976 | Inget mästerskap arrangerades                         | Inget mästerskap arrangerades                         | Inget mästerskap arrangerades                         | Inget mästerskap arrangerades                         | Inget mästerskap arrangerades                         | Inget mästerskap arrangerades                         |
| 1975 | Australien Nya Zeeland                                | Keith Addison                                         | Australien                                            | Peter Wolfenden                                       | Joe O'Brien                                           | Ingen svensk representant                             |
| 1974 | Västtyskland Norge Frankrike                          | Joe Marsh Jr.                                         | USA                                                   | Kevin Brook                                           | Gilbert Martens                                       | Ingen svensk representant                             |
| 1973 | Österrike Frankrike Västtyskland Italien              | Ulf Thoresen                                          | Norge                                                 | Jack Smolenski                                        | Hervé Filion                                          | Ingen svensk representant                             |
| 1972 | USA Kanada                                            | Guiseppe Guzzinati                                    | Italien                                               | Joe O'Brien                                           | Hervé Filion                                          | Ingen svensk representant                             |
| 1971 | USA Kanada                                            | Adolf Ubleis                                          | Österrike                                             | Billy Haughton                                        | Peter Wolfenden                                       | Ingen svensk representant                             |
| 1970 | USA Kanada                                            | Hervé Filion                                          | Kanada                                                | George Sholty                                         | Stanley Dancer                                        | Ingen svensk representant                             |

Källa: 